# چام‌دره (سینجیک)
چام‌دره (انگلیسی: Çamdere) یک منطقه مسکونی در ترکیه است که در استان آدیامان و در ناحیه سینجیک واقع شده است.